# فالکلند غربی
فالکلند غربی (انگلیسی: West Falkland), (اسپانیایی: Isla Gran Malvina) دومین جزیرهٔ بزرگ در جزایر فالکلند در جنوب اقیانوس اطلس است. این جزیره کوهستانی است و با فالکلند شرقی به‌وسیلهٔ تنگه فالکلند جدا شده است. مساحت آن برابر با ۴٬۵۳۲ کیلومتر مربع (۱٬۷۵۰ مایل مربع) است، یعنی ۳۷٪ از کل مساحت جزایر. طول خط ساحلی آن ۱٬۲۵۸٫۷ کیلومتر (۷۸۲٫۱ مایل) است.

## جمعیت
در این جزیره کمتر از ۲۰۰ نفر زندگی می‌کنند که در مناطق ساحلی پراکنده‌اند. بزرگ‌ترین سکونتگاه آن پورت هاوارد در ساحل شرقی است که دارای پروازگاه است. سایر سکونتگاه‌ها عبارت‌اند از: آلبمارل، شارترز، دونوز هد، فاکس بی، فاکس بی غربی، هیل کوو، پورت استیفنس و روی کوو؛ بسیاری از این سکونتگاه‌ها با جاده به هم متصل هستند و دارای باند فرود و بندرگاه نیز می‌باشند. در سال ۱۹۸۶ جمعیت ۲۶۵ نفر بود، که در سال ۲۰۰۱ به ۱۴۴ نفر کاهش یافت، و در سال ۲۰۱۶ به ۱۶۰ نفر رسید.
از آن‌جا که فالکلند غربی بیرون از محدودهٔ استنلی یا فرودگاه نیروی هوایی سلطنتی ماونت پلزنت در فالکلند شرقی قرار دارد، جزو منطقه‌ای به‌نام «کمپ» محسوب می‌شود، که در گویش فالکلندی به مناطق خارج از سکونتگاه اصلی اطلاق می‌گردد.

## جغرافیا و حیات وحش

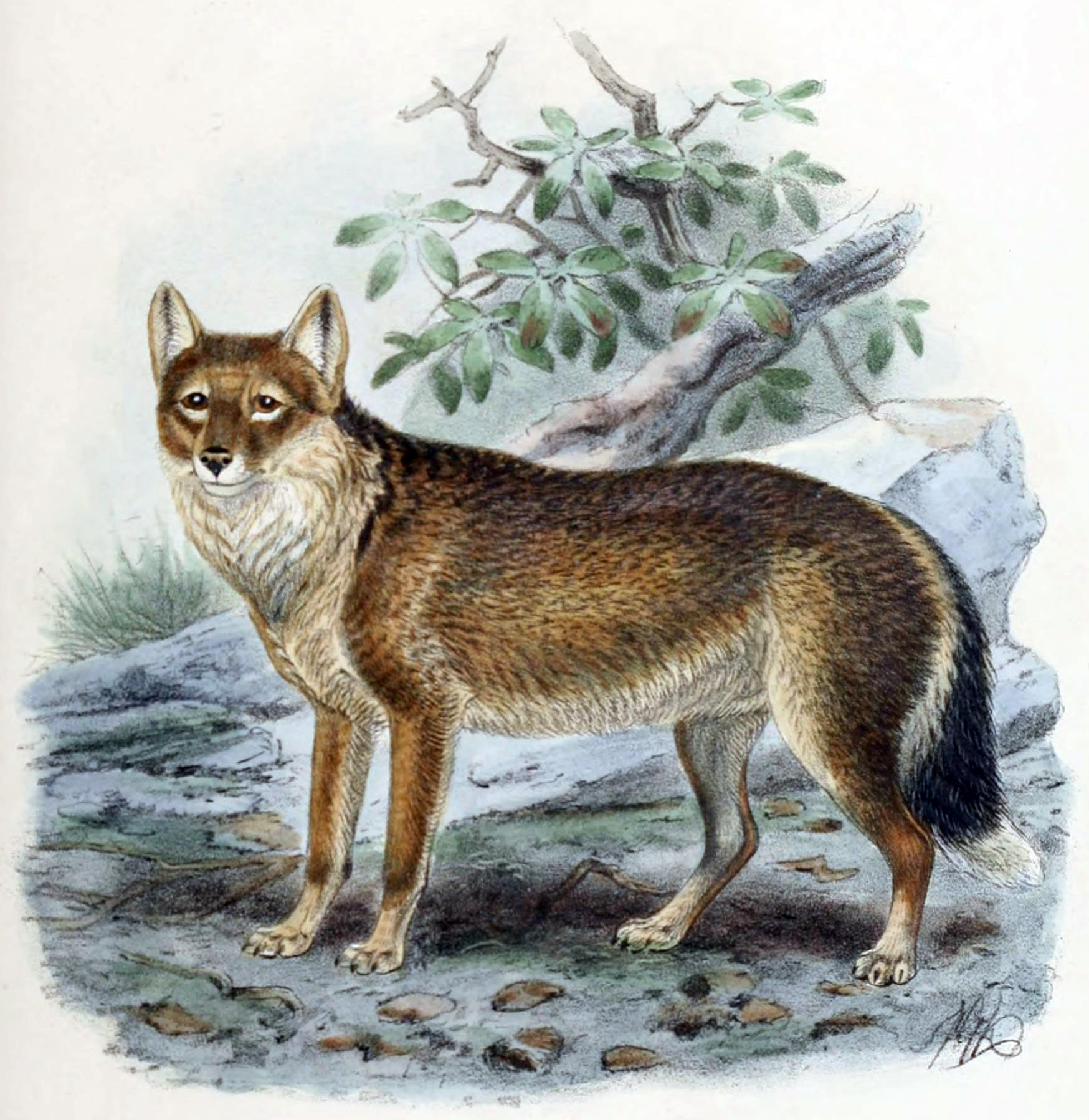
آخرین گرگ فالکلند شناخته‌شده در فالکلند غربی کشته شد

فالکلند غربی در سمتی که به فالکلند شرقی نزدیک‌تر است کوهستانی‌تر است. رشته‌کوه اصلی آن، تپه‌های هورنبی، به‌موازات تنگه فالکلند کشیده شده است. کوه آدام با ارتفاع ۷۰۰ متر (۲٬۳۰۰ فوت) از سطح دریا، بلندترین نقطه در سراسر جزایر است.
در گذشته تصور می‌شد کوه رابینسون با ارتفاع ۶۹۵ متر (۲٬۲۸۰ فوت) بلندترین نقطه است، اما بررسی‌های جدیدتر نشان دادند که کوه آدام ارتفاع بیشتری دارد. در پی این کشف، آرژانتینی‌ها نام «مونته ایندیپندنثیا» را از کوه رابینسون به کوه آدام منتقل کردند.
صنعت اصلی جزیره پرورش گوسفند است. این منطقه همچنین برای پنگوئن‌ها و باکلان‌های خود نیز شناخته می‌شود. ماهی‌گیری نیز در دو رودخانهٔ اصلی، رودخانه وارا و رودخانه شارترز، محبوب است.
در قرن نوزدهم و همانند امروز، حیات وحش بومی خشکی بسیار اندکی در جزیره وجود داشت. یک گرگ کوچک به‌نام گرگ فالکلند که لویی آنتوان دو بوگنویل آن را «loup-renard» خوانده بود، منقرض شده و آخرین نمونهٔ آن حدود سال ۱۸۷۵ در فالکلند غربی دیده شد. نام این حیوان در رودخانه وارا و سکونتگاه فاکس بی حفظ شده است. برخی گله‌های گاو و اسب نیز به‌طور وحشی در جزیره رها شده بودند، اما همهٔ این‌ها توسط مهاجران معرفی شده‌بودند، همانند خوک‌های وحشی، خرگوش‌های پرشمار و اندک خرگوش‌های صحرایی. همهٔ این حیوانات به‌شدت کاهش یافته‌اند و جای خود را به گوسفندان که از نظر اقتصادی سودمندترند داده‌اند.
جنوبی‌ترین نقطهٔ فالکلند غربی دماغه مردیت و جنوب‌غربی‌ترین نقطهٔ آن کالم هد است. در بخش‌های جنوبی صخره‌های بلندی وجود دارد که محل زیست پرندگان دریایی فراوانی است. در سمت غربی، سواحل سفید شنی با آب زلال و تپه‌های شنی متحرک با چمنزارهای بلند به چشم می‌خورد. اندکی دورتر از لبهٔ صخره‌ها، کلبهٔ چوبی تنها و کوچکی وجود دارد که مردم محلی آن را «کلبه عمو تام» می‌نامند. این سواحل زیستگاه فک فیلی‌ها هستند و جز گاه‌به‌گاه قطعاتی از لاشه کشتی، آلودگی دیگری ندارند.

### زمین‌شناسی
بیشتر لایه‌های فالکلند غربی و جزایر اطراف آن به‌صورت اندکی مایل نسبت به سطح افق قرار دارند. این شیب باعث شده است که انواع مختلف سنگ‌ها در مکان‌های گوناگون دیده شوند. کوارزیت‌های ناحیهٔ پورت استیفنس و استنلی مقاوم‌تر از رسوبات ماسه‌ای سازند فاکس بی هستند. رشته‌کوه‌های هورنبی، واقع در نزدیکی تنگه فالکلند، تحت تأثیر نیروهای زمین‌ساختی برخاست و چین‌خوردگی قرار گرفته‌اند که باعث شده بسترهای کوارتزیتیِ استنلی به حالت عمودی درآیند.
در فالکلند غربی، چندین آذرین‌تیغه وجود دارد که سنگ‌های جزایر غربی را قطع می‌کنند، اما این آذرین‌تیغه‌ها برخلاف موارد مشابه قبلی، از نظر شیمیایی ناپایدارتر بوده و فرسایش یافته‌اند. تنها نشانه‌های باقی‌مانده از آن‌ها شیارهای خطی هم‌راستا هستند. در کناره‌های این شیارها، شواهدی از دگرسانی تماسی یا تشکیل هورنفلس در اطراف آذرین‌تیغه‌های بازالتی مذابِ پیشین دیده می‌شود.

## تاریخ

نقشهٔ ناهممواری‌های جزایر فالکلند

کاوشگران نخستین از بقایای قایق بومیان در فالکلند غربی گزارش داده‌اند، اما مشخص نیست که آیا این قایق‌ها حاصل سفری یک‌طرفه بوده‌اند یا با جریان آب از پاتاگونیا به آنجا رسیده‌اند.
کاپیتان جان استرانگ با کشتی وِلفِیر نخستین فرود ثبت‌شده را بر یکی از دو جزیرهٔ اصلی (فالکلند شرقی و غربی) در ۲۹ ژانویهٔ ۱۶۹۰ در بولد کوو در آن سوی دماغه از پورت هاوارد انجام داد. او نوشت:
«چهارشنبه صبح، لنگر کشیدیم و به بندری در سمت غرب رفتیم و در آنجا لنگر انداختیم. قایقمان را برای آوردن آب تازه به ساحل فرستادیم و غازها و اردک‌های زیادی شکار کردیم، اما چوبی در آنجا نبود.»
اگرچه استرانگ از نبود چوب در منطقه سخن گفت، اما چوب رانده‌شده اغلب در سواحل فالکلند دیده می‌شود، که احتمالاً به‌دلیل موقعیت پناه‌گرفتهٔ Bold Cove است. استرانگ تنگه فالکلند را نام‌گذاری کرد، که نام کل جزایر نیز از آن گرفته شده است.
اگرچه نخستین فرود ثبت‌شده در جزایر فالکلند در فالکلند غربی انجام شد، اما این منطقه به‌طرز شگفت‌آوری دیرتر از سایر نقاط سکونت یافت. تا سال ۱۸۶۷ هیچ ساکنی در فالکلند غربی وجود نداشت. دولت با انتشار فراخوانی، اجارهٔ ایستگاه‌های دامداری را با شرایط بسیار آسان پیشنهاد کرد و در سال ۱۸۶۸ تمامی زمین‌های در دسترس واگذار شدند.
در عصر مدرن، فالکلند غربی میزبان دو رادار نیروی هوایی سلطنتی است: یکی در کوه آلیس، نزدیک پورت آلبمارل در جنوب جزیره و دیگری در کوه بایرون در شمال.
در اوایل سال ۲۰۰۷، دولت جزایر فالکلند قراردادی را برای تأمین خدمات کشتی مسافربر شرق به غرب به شرکت Workboat Services Ltd اعطا کرد. این خدمات میان پورت هاوارد و نیو هیون انجام می‌شود.

### جنگ فالکلند
فالکلند غربی در جریان جنگ فالکلند در سال ۱۹۸۲ صحنهٔ فعالیت‌هایی بود. فاکس بی، پورت هاوارد و جزیره پبل همگی توسط نیروهای آرژانتینی اشغال شدند و هدف گلوله‌باران ساحلی و حملات هوایی پراکنده از سوی نیروی دریایی پادشاهی بریتانیا قرار گرفتند.
مهم‌ترین درگیری در فالکلند غربی احتمالاً درگیری در مانِی برنچ پوینت، نزدیک پورت هاوارد، بود.
در شگ کوو، چندین بالگرد آرژانتینی پس از حملهٔ جنگنده‌های هریر بریتانیایی سرنگون شدند. یورش به جزیره پبل نیز به‌عنوان رویدادی شاخص در تاریخ نیروهای ویژه بریتانیا ثبت شده است.